# Lista de património edificado no distrito de Santarém
Esta lista é uma sublista da Lista de património edificado em Portugal para o Distrito de Santarém, ordenada alfabeticamente por concelho, baseada nas listagens do IPPAR de Março de 2005 e atualizações.
Legenda:
- Os monumentos podem eventualmente ter várias designações, sendo estas separadas nesse caso pela conjunção "ou";
- Por vezes vários edifícios fazem parte de uma mesma classificação patrimonial, sendo nesse caso separados pela conjunção "e";
- A existência de dois graus de classificação diferente para um mesmo monumento (usualmente VC e outro) significa que este aguarda uma classificação definitiva, se bem que tenha sido homologado com o grau indicado (ex: VC-IIP é um imóvel em vias de classificação, homologado com o grau de Imóvel de Interesse Público).

Observação: São preservadas as denominações adoptadas pelo IPPAR, mesmo que elas apresentem outras alternativas. Nestes casos há redireccionamento para aquela em que o artigo está redigido, podendo ou não esta designação aparecer na lista.

## Abrantes
| ID      | Designações | Categoria              | Tipologia   | Freguesia             | Grau | Ano  | Coordenadas                  | Imagem       |
| ------- | --- | ---------------------- | ----------- | --------------------- | ---- | ---- | ---------------------------- | ------------ |
| 71556   | Fonte de São José | Arquitectura civil     | Fonte       | Alferrarede           | IIM  | 1978 | 39.34489858° N 8.18530179° O |              |
| 73451   | Quinta do Bom Sucesso ou Quinta da Família Almeida ou Quinta da família Almeida Barberino (parte). A classificação inclui o solar do século XVII, o parque e a Torre da Marquesa, também denominada Castelo de Alferrarede | Arquitectura civil     | Quinta      | Alferrarede           | IIP  |      | 39.4854134° N 8.17262317° O  |              |
| 71542   | Dique ou represa para irrigação dos campos de Alvega entre Abrantes e Gavião | Arquitectura civil     | Dique       | Alvega                | IIM  | 1974 |                              |              |
| 69748   | Ponte romana de Alferrarede ou Olho de Boi | Arquitectura civil     | Ponte       | Mouriscas             | IIP  | 1977 | 39.47911009° N 8.16797049° O |              |
| 336781  | Quinta de Coalhos | Arquitectura civil     | Quinta      | Pego                  | IIM  | 2003 | 39.46232471° N 8.15362308° O |              |
| 71793   | Conjunto de pilares na margem esquerda do rio Tejo | Arquitectura civil     | Pilar       | Rossio ao Sul do Tejo | IIP  | 1970 | 39.449863° N 8.191794° O     |              |
| 70285   | Igreja de Santa Maria do Castelo (Abrantes) ou Museu D. Lopo de Almeida | Arquitectura religiosa | Igreja      | São João              | MN   | 1910 | 39.464793° N 8.195011° O     | Mais imagens |
| 70286   | Igreja de São João Baptista (Abrantes) ou Adro de São João | Arquitectura religiosa | Igreja      | São João              | MN   | 1948 | 39.462251° N 8.196524° O     |              |
| 71557   | Casa na Rua Grande (Santos e Silva), 46 - Palacete Soares Mendes | Arquitectura civil     | Casa        | São João              | IIM  | 1977 | 39.46020069° N 8.19735773° O |              |
| 71558   | Casa na Rua de Santa Isabel, 1 | Arquitectura civil     | Casa        | São João              | IIM  | 1977 | 39.46020069° N 8.19735773° O |              |
| 71564   | Casa na Rua Grande, 6 (Santos e Silva) | Arquitectura civil     | Casa        | São João              | IIM  | 1977 | 39.46020069° N 8.19735773° O |              |
| 71565   | Casa na Rua Grande, 57 (Santos e Silva) | Arquitectura civil     | Casa        | São João              | IIM  | 1978 | 39.46020069° N 8.19735773° O |              |
| 71566   | Casa na Rua Grande, 24 (Santos e Silva) | Arquitectura civil     | Casa        | São João              | IIM  | 1977 | 39.46020069° N 8.19735773° O |              |
| 71567   | Casa na Rua de Santa Isabel, 4 | Arquitectura civil     | Casa        | São João              | IIM  | 1977 | 39.46020069° N 8.19735773° O |              |
| 71568   | Casa na Rua do Arcediago, 4 | Arquitectura civil     | Casa        | São João              | IIM  | 1977 | 39.46020069° N 8.19735773° O |              |
| 71569   | Casa na Rua dos Oleiros do Brasil, 47 | Arquitectura civil     | Casa        | São João              | IIM  | 1977 | 39.46020069° N 8.19735773° O |              |
| 71570   | Casa na Rua dos Oleiros do Brasil, 53 | Arquitectura civil     | Casa        | São João              | IIM  | 1977 | 39.46020069° N 8.19735773° O |              |
| 71571   | Casa na Rua dos Oleiros do Brasil, 24 | Arquitectura civil     | Casa        | São João              | IIM  | 1977 | 39.46020069° N 8.19735773° O |              |
| 71573   | Casa no Beco de São João, 3 | Arquitectura civil     | Casa        | São João              | IIM  | 1977 | 39.46020069° N 8.19735773° O |              |
| 71574   | Casa na Rua de Entre Torres, 4 | Arquitectura civil     | Casa        | São João              | IIM  | 1977 | 39.46020069° N 8.19735773° O |              |
| 71575   | Casa na Praça da República, 4 | Arquitectura civil     | Casa        | São João              | IIM  | 1977 | 39.46020069° N 8.19735773° O |              |
| 71887   | Casa na Rua de Entre Torres, 9 | Arquitectura civil     | Casa        | São João              | IIM  | 1977 | 39.46020069° N 8.19735773° O |              |
| 73848   | Fortaleza de Abrantes | Arquitectura militar   | Fortaleza   | São João              | IIP  | 1957 | 39.464507° N 8.194674° O     | Mais imagens |
| 74094   | Antigo Convento de São Domingos ou Biblioteca Municipal António Botto | Arquitectura religiosa | Convento    | São João              | IIP  | 1974 | 39.460632° N 8.197565° O     |              |
| 7042039 | Casa na Rua do Arcediago, 6 | Arquitectura civil     | Casa        | São João              | IIM  | 1977 | 39.46020069° N 8.19735773° O |              |
| 7042235 | Casa na Rua Grande, 12 (Santos e Silva) | Arquitectura civil     | Casa        | São João              | IIM  | 1977 | 39.46020069° N 8.19735773° O |              |
| 7042271 | Casa na Rua Grande, 26 (Santos e Silva) | Arquitectura civil     | Casa        | São João              | IIM  | 1977 | 39.46020069° N 8.19735773° O |              |
| 7042294 | Casa na Rua Grande, 52 (Santos e Silva) | Arquitectura civil     | Casa        | São João              | IIM  | 1977 | 41.14770833° N 8.62155° O    |              |
| 7042313 | Casa na Rua dos Oleiros do Brasil, 51 | Arquitectura civil     | Casa        | São João              | IIM  | 1977 | 39.46020069° N 8.19735773° O |              |
| 7042325 | Casa na Rua dos Oleiros do Brasil, 55 | Arquitectura civil     | Casa        | São João              | IIM  | 1977 | 39.46020069° N 8.19735773° O |              |
| 7045085 | Casa na Rua de Santa Isabel, 10 | Arquitectura civil     | Casa        | São João              | IIM  | 1977 | 39.46020069° N 8.19735773° O |              |
| 69999   | Pórtico da Igreja do Convento da Esperança (teatro velho) e o pátio (antigo claustro) das três cisternas que lhe fica na retaguarda                                                                                        | Arquitectura religiosa | Convento    | São Vicente           | IIP  | 1977 | 41.1469° N 8.60551111° O     |              |
| 70284   | Igreja de São Vicente (Abrantes) | Arquitectura religiosa | Igreja      | São Vicente           | MN   | 1926 | 39.464529° N 8.197893° O     | Mais imagens |
| 71519   | Ruínas do Convento de Santo António (Abrantes), na Quinta da Arca, e o aqueduto | Arquitectura religiosa | Convento    | São Vicente           | IIM  | 1977 | 39.48719809° N 8.2063334° O  |              |
| 71559   | Casa na Rua do Marquês de Pombal, 1 | Arquitectura civil     | Casa        | São Vicente           | IIM  | 1978 | 39.46194669° N 8.19971816° O |              |
| 71560   | Casa na Rua do Actor Taborda, 54 | Arquitectura civil     | Casa        | São Vicente           | IIM  | 1977 | 39.46194669° N 8.19971816° O |              |
| 71561   | Ermida de Santa Ana | Arquitectura religiosa | Ermida      | São Vicente           | IIM  | 1977 | 39.46194669° N 8.19971816° O |              |
| 71562   | Casa na Rua de D. Miguel de Almeida, 23, tornejando para a Travessa do Pacheco, n.º 6 e n.º 8 | Arquitectura civil     | Casa        | São Vicente           | IIM  | 1977 | 41.14685° N 8.614825° O      |              |
| 71563   | Casa na Rua do Paço Real (D. JoãoIV), 43 - Palácio Almada | Arquitectura civil     | Palacete    | São Vicente           | IIM  | 1977 | 39.46194669° N 8.19971816° O |              |
| 71572   | Casa na Travessa do Pacheco, 6 | Arquitectura civil     | Casa        | São Vicente           | IIM  | 1977 | 39.46194669° N 8.19971816° O |              |
| 71576   | Casa na Rua do Actor Taborda, 18 | Arquitectura civil     | Casa        | São Vicente           | IIM  | 1977 | 39.46194669° N 8.19971816° O |              |
| 71577   | Casa na Rua do Actor Taborda, 40 | Arquitectura civil     | Casa        | São Vicente           | IIM  | 1977 | 41.14616944° N 8.606625° O   |              |
| 71578   | Casa na Rua da Boga, 10 e 12 (Condes de Abrantes) | Arquitectura civil     | Casa        | São Vicente           | IIM  | 1977 | 39.46194669° N 8.19971816° O |              |
| 71579   | Casa na Rua da Boga, 42 (Condes de Abrantes) | Arquitectura civil     | Casa        | São Vicente           | IIM  | 1977 | 39.46194669° N 8.19971816° O |              |
| 71580   | Casa na Rua José Estêvão, 35 | Arquitectura civil     | Casa        | São Vicente           | IIM  | 1977 | 39.46194669° N 8.19971816° O |              |
| 71581   | Casa na Rua José Estêvão, 3 | Arquitectura civil     | Casa        | São Vicente           | IIM  | 1977 | 39.46194669° N 8.19971816° O |              |
| 71582   | Casa na Rua José Estêvão, 28 | Arquitectura civil     | Casa        | São Vicente           | IIM  | 1977 | 39.46194669° N 8.19971816° O |              |
| 71583   | Casa na Rua José Estêvão, 47 | Arquitectura civil     | Casa        | São Vicente           | IIM  | 1977 | 39.46194669° N 8.19971816° O |              |
| 71584   | Casa na Rua da Feira, 8 (Dr. Oliveira) | Arquitectura civil     | Casa        | São Vicente           | IIM  | 1977 | 41.15913333° N 8.65945278° O |              |
| 73845   | Nichos Padrões | Arquitectura religiosa | Nicho       | São Vicente           | IIP  | 1977 | 39.46724359° N 8.22463773° O |              |
| 73847   | Ermida de São Lourenço | Arquitectura religiosa | Ermida      | São Vicente           | IIP  | 1977 | 39.47419493° N 8.21541933° O |              |
| 73849   | Hospital da Misericórdia de Abrantes | Arquitectura civil     | Hospital    | São Vicente           | IIP  | 1977 | 39.463771° N 8.19827° O      |              |
| 73850   | Igreja da Misericórdia de Abrantes | Arquitectura religiosa | Igreja      | São Vicente           | IIP  | 1977 | 39.463771° N 8.19827° O      |              |
| 73851   | Casa da Câmara Municipal de Abrantes | Arquitectura civil     | Casa        | São Vicente           | IIP  | 1977 | 39.462953° N 8.19789° O      |              |
| 7037828 | Casa na Rua do Actor Taborda, 56 | Arquitectura civil     | Casa        | São Vicente           | IIM  | 1977 | 39.46194669° N 8.19971816° O |              |
| 7037894 | Casa na Rua do Actor Taborda, 20 | Arquitectura civil     | Casa        | São Vicente           | IIM  | 1977 | 39.46194669° N 8.19971816° O |              |
| 7042014 | Casa na Rua do Actor Taborda, 42 | Arquitectura civil     | Casa        | São Vicente           | IIM  | 1977 | 39.46194669° N 8.19971816° O |              |
| 7042097 | Casa na Rua da Boga, 44 (condes de Abrantes) | Arquitectura civil     | Casa        | São Vicente           | IIM  | 1977 | 39.46194669° N 8.19971816° O |              |
| 7042343 | Casa na Rua José Estêvão, 37 | Arquitectura civil     | Casa        | São Vicente           | IIM  | 1977 | 39.46194669° N 8.19971816° O |              |
| 7042357 | Casa na Rua José Estêvão, 3-A | Arquitectura civil     | Casa        | São Vicente           | IIM  | 1977 | 39.46194669° N 8.19971816° O |              |
| 7042399 | Casa na Rua José Estêvão, 30 | Arquitectura civil     | Casa        | São Vicente           | IIM  | 1977 | 39.46194669° N 8.19971816° O |              |
| 7045005 | Casa na Rua José Estêvão, 49 | Arquitectura civil     | Casa        | São Vicente           | IIM  | 1977 | 39.46194669° N 8.19971816° O |              |
| 7045188 | Casa na Travessa do Pacheco, 8 | Arquitectura civil     | Casa        | São Vicente           | IIM  | 1977 | 39.46194669° N 8.19971816° O |              |
| 7704441 | Cine-Teatro São Pedro | Arquitectura civil     | Cine-Teatro | São Vicente           | VC   |      | 41.14477222° N 8.60741389° O |              |

 Legenda: PM - Património Mundial · MN - Monumento Nacional · IIP - Imóvel de Interesse Público · MIP - Monumento de Interesse Público · CIP - Conjunto de Interesse Público · SIP - Sítio de Interesse Público · IIM - Imóvel de Interesse Municipal · MIM - Monumento de Interesse Municipal · CIM - Conjunto de Interesse Municipal · SIM - Sítio de Interesse Municipal · VC - Em vias de classificação · SPL - Sem proteção legal

## Alcanena
| ID    | Designações                                                         | Categoria              | Tipologia | Freguesia  | Grau | Ano  | Coordenadas                  | Imagem |
| ----- | ------------------------------------------------------------------- | ---------------------- | --------- | ---------- | ---- | ---- | ---------------------------- | ------ |
| 74456 | Gruta da Marmota                                                    | Arqueologia            | Gruta     | Alcanena   | IIP  | 1978 | 41.14198611° N 8.61486667° O |        |
| 74763 | Igreja de Nossa Senhora da Conceição ou Igreja Matriz da Louriceira | Arquitectura religiosa | Igreja    | Louriceira | IIP  | 1996 | 39.427588° N 8.670108° O     |        |
| 72744 | Igreja de Nossa Senhora da Conceição ou Igreja Matriz de Minde      | Arquitectura religiosa | Igreja    | Minde      | IIP  | 1996 | 39.513099° N 8.690549° O     |        |

 Legenda: PM - Património Mundial · MN - Monumento Nacional · IIP - Imóvel de Interesse Público · MIP - Monumento de Interesse Público · CIP - Conjunto de Interesse Público · SIP - Sítio de Interesse Público · IIM - Imóvel de Interesse Municipal · MIM - Monumento de Interesse Municipal · CIM - Conjunto de Interesse Municipal · SIM - Sítio de Interesse Municipal · VC - Em vias de classificação · SPL - Sem proteção legal

## Almeirim
| ID     | Designações                                                       | Categoria          | Tipologia | Freguesia            | Grau | Ano  | Coordenadas                  | Imagem |
| ------ | ----------------------------------------------------------------- | ------------------ | --------- | -------------------- | ---- | ---- | ---------------------------- | ------ |
| 73982  | Tectos de duas salas do Palácio de Landal                         | Arquitectura civil | Tecto     | Benfica do Ribatejo  | IIP  | 1950 | 39.14188477° N 8.67442482° O |        |
| 155596 | Paço Real dos Negros, incluindo uma azenha e terrenos confinantes | Arquitectura civil | Paço      | Fazendas de Almeirim | VC   | 1999 |                              |        |

 Legenda: PM - Património Mundial · MN - Monumento Nacional · IIP - Imóvel de Interesse Público · MIP - Monumento de Interesse Público · CIP - Conjunto de Interesse Público · SIP - Sítio de Interesse Público · IIM - Imóvel de Interesse Municipal · MIM - Monumento de Interesse Municipal · CIM - Conjunto de Interesse Municipal · SIM - Sítio de Interesse Municipal · VC - Em vias de classificação · SPL - Sem proteção legal

## Alpiarça
| ID    | Designações                                                          | Categoria          | Tipologia | Freguesia | Grau | Ano  | Coordenadas                  | Imagem       |
| ----- | -------------------------------------------------------------------- | ------------------ | --------- | --------- | ---- | ---- | ---------------------------- | ------------ |
| 72936 | Casa - Museu dos Patudos, também denominada Casa de José Relvas      | Arquitectura civil | Casa      | Alpiarça  | IIP  | 1996 | 39.250202° N 8.589964° O     | Mais imagens |
| 72937 | Estações arqueológicas da Quinta dos Patudos ou Tanchoal dos Patudos | Arqueologia        | Necrópole | Alpiarça  | IIP  | 1977 | 39.24931568° N 8.58576209° O |              |
| 73605 | Estação arqueológica do Cabeço da Bruxa, Quinta da Goucha            | Arqueologia        | Povoado   | Alpiarça  | IIP  | 1978 | 39.24086337° N 8.6047617° O  |              |

 Legenda: PM - Património Mundial · MN - Monumento Nacional · IIP - Imóvel de Interesse Público · MIP - Monumento de Interesse Público · CIP - Conjunto de Interesse Público · SIP - Sítio de Interesse Público · IIM - Imóvel de Interesse Municipal · MIM - Monumento de Interesse Municipal · CIM - Conjunto de Interesse Municipal · SIM - Sítio de Interesse Municipal · VC - Em vias de classificação · SPL - Sem proteção legal

## Benavente
| ID    | Designações                                          | Categoria              | Tipologia  | Freguesia      | Grau | Ano  | Coordenadas                  | Imagem       |
| ----- | ---------------------------------------------------- | ---------------------- | ---------- | -------------- | ---- | ---- | ---------------------------- | ------------ |
| 73474 | Cruzeiro e Adro do Largo do Calvário                 | Arquitectura religiosa | Cruzeiro   | Benavente      | IIP  | 1959 | 38.98477735° N 8.81329821° O |              |
| 73475 | Pelourinho de Benavente                              | Arquitectura civil     | Pelourinho | Benavente      | IIP  | 1933 | 38.983552° N 8.809855° O     | Mais imagens |
| 71693 | Fachada do antigo Palácio de D. Miguel               | Arquitectura civil     | Fachada    | Samora Correia | IIM  | 1982 | 41.14741667° N 8.61622222° O |              |
| 73418 | Igreja de Nossa Senhora da Oliveira (Samora Correia) | Arquitectura religiosa | Igreja     | Samora Correia | IIP  | 1957 | 41.14573611° N 8.61673611° O | Mais imagens |

 Legenda: PM - Património Mundial · MN - Monumento Nacional · IIP - Imóvel de Interesse Público · MIP - Monumento de Interesse Público · CIP - Conjunto de Interesse Público · SIP - Sítio de Interesse Público · IIM - Imóvel de Interesse Municipal · MIM - Monumento de Interesse Municipal · CIM - Conjunto de Interesse Municipal · SIM - Sítio de Interesse Municipal · VC - Em vias de classificação · SPL - Sem proteção legal

## Cartaxo
| ID    | Designações                                        | Categoria              | Tipologia  | Freguesia           | Grau | Ano  | Coordenadas                  | Imagem |
| ----- | -------------------------------------------------- | ---------------------- | ---------- | ------------------- | ---- | ---- | ---------------------------- | ------ |
| 70683 | Cruzeiro do Cartaxo                                | Arquitectura religiosa | Cruzeiro   | Cartaxo             | MN   | 1910 | 39.16232818° N 8.79043304° O |        |
| 74762 | Pelourinho do Cartaxo                              | Arquitectura civil     | Pelourinho | Cartaxo             | IIP  | 1933 | 39.15981591° N 8.78710069° O |        |
| 74828 | Igreja de Nossa Senhora da Purificação de Pontével | Arquitectura religiosa | Igreja     | Pontével            | IIP  |      | 39.147996° N 8.838587° O     |        |
| 69964 | Aldeia da Palhota                                  | Arquitectura civil     | Aldeia     | Valada              | VC   | 1998 |                              |        |
| 74827 | Palácio dos Chavões                                | Arquitectura civil     | Palácio    | Vila Chã de Ourique | IIP  | 1982 | 39.15311369° N 8.76937336° O |        |

 Legenda: PM - Património Mundial · MN - Monumento Nacional · IIP - Imóvel de Interesse Público · MIP - Monumento de Interesse Público · CIP - Conjunto de Interesse Público · SIP - Sítio de Interesse Público · IIM - Imóvel de Interesse Municipal · MIM - Monumento de Interesse Municipal · CIM - Conjunto de Interesse Municipal · SIM - Sítio de Interesse Municipal · VC - Em vias de classificação · SPL - Sem proteção legal

## Chamusca
| ID    | Designações                                  | Categoria              | Tipologia | Freguesia | Grau | Ano  | Coordenadas                  | Imagem |
| ----- | -------------------------------------------- | ---------------------- | --------- | --------- | ---- | ---- | ---------------------------- | ------ |
| 70766 | Igreja de São Pedro                          | Arquitectura religiosa | Igreja    | Chamusca  | IIM  | 1997 | 39.36057131° N 8.49046813° O |        |
| 71547 | Antiga Igreja dos Terceiros de São Francisco | Arquitectura religiosa | Igreja    | Chamusca  | IIM  | 1978 | 39.36237983° N 8.48815676° O |        |

 Legenda: PM - Património Mundial · MN - Monumento Nacional · IIP - Imóvel de Interesse Público · MIP - Monumento de Interesse Público · CIP - Conjunto de Interesse Público · SIP - Sítio de Interesse Público · IIM - Imóvel de Interesse Municipal · MIM - Monumento de Interesse Municipal · CIM - Conjunto de Interesse Municipal · SIM - Sítio de Interesse Municipal · VC - Em vias de classificação · SPL - Sem proteção legal

## Constância
| ID     | Designações                                                         | Categoria              | Tipologia  | Freguesia  | Grau | Ano  | Coordenadas                  | Imagem       |
| ------ | ------------------------------------------------------------------- | ---------------------- | ---------- | ---------- | ---- | ---- | ---------------------------- | ------------ |
| 70868  | Ponte de Santo Antoninho                                            | Arquitectura civil     | Ponte      | Constância | IIP  | 1996 | 39.48255833° N 8.3248839° O  |              |
| 74452  | Pelourinho de Constância                                            | Arquitectura civil     | Pelourinho | Constância | IIP  | 1933 | 39.474821° N 8.338912° O     |              |
| 74453  | Casa de Camões ou Casa dos Arcos                                    | Arquitectura civil     | Casa       | Constância | IIP  | 1983 | 39.474883° N 8.337761° O     |              |
| 74454  | Igreja da Misericórdia de Constância                                | Arquitectura religiosa | Igreja     | Constância | IIP  | 1978 | 39.47574801° N 8.34113581° O | Mais imagens |
| 74455  | Igreja Matriz de Constância ou Igreja de Nossa Senhora dos Mártires | Arquitectura religiosa | Igreja     | Constância | IIP  | 1954 | 39.477616° N 8.337985° O     | Mais imagens |
| 341175 | Igreja de São Julião (Constância)                                   | Arquitectura religiosa | Igreja     | Constância | IIP  | 1954 |                              |              |

 Legenda: PM - Património Mundial · MN - Monumento Nacional · IIP - Imóvel de Interesse Público · MIP - Monumento de Interesse Público · CIP - Conjunto de Interesse Público · SIP - Sítio de Interesse Público · IIM - Imóvel de Interesse Municipal · MIM - Monumento de Interesse Municipal · CIM - Conjunto de Interesse Municipal · SIM - Sítio de Interesse Municipal · VC - Em vias de classificação · SPL - Sem proteção legal

## Coruche
| ID       | Designações | Categoria              | Tipologia  | Freguesia                                       | Grau | Ano  | Coordenadas                  | Imagem |
| -------- | --- | ---------------------- | ---------- | ----------------------------------------------- | ---- | ---- | ---------------------------- | ------ |
| 71047    | Pelourinho de Coruche                                                                                               | Arquitectura civil     | Pelourinho | Coruche                                         | IIM  | 1933 | 38.95778496° N 8.53803778° O |        |
| 71048    | Ponte da Coroa | Arquitectura civil     | Ponte      | Coruche                                         | IIM  | 1983 | 38.96138796° N 8.53805834° O |        |
| 71257    | Casa dos Cota Falcões, incluindo os pátios e toda a zona construída                                                 | Arquitectura civil     | Casa       | Coruche                                         | IIP  | 1979 | 38.959143° N 8.525157° O     |        |
| 23374059 | Igreja da Misericórdia de Coruche, incluindo a sacristia, a Casa do Despacho, o adro e o património móvel integrado | Arquitectura religiosa | Igreja     | União das Freguesias de Coruche, Fajarda e Erra | MIP  | 2020 |                              |        |

 Legenda: PM - Património Mundial · MN - Monumento Nacional · IIP - Imóvel de Interesse Público · MIP - Monumento de Interesse Público · CIP - Conjunto de Interesse Público · SIP - Sítio de Interesse Público · IIM - Imóvel de Interesse Municipal · MIM - Monumento de Interesse Municipal · CIM - Conjunto de Interesse Municipal · SIM - Sítio de Interesse Municipal · VC - Em vias de classificação · SPL - Sem proteção legal

## Ferreira do Zêzere
| ID     | Designações                                                          | Categoria              | Tipologia  | Freguesia          | Grau | Ano  | Coordenadas                  | Imagem       |
| ------ | -------------------------------------------------------------------- | ---------------------- | ---------- | ------------------ | ---- | ---- | ---------------------------- | ------------ |
| 74259  | Pelourinho de Águas Belas                                            | Arquitectura civil     | Pelourinho | Águas Belas        | IIP  | 1933 | 39.711997° N 8.302376° O     |              |
| 74705  | Igreja de Nossa Senhora da Graça (Areias) ou Igreja Matriz de Areias | Arquitectura religiosa | Igreja     | Areias             | IIP  | 1943 | 39.734315° N 8.344517° O     |              |
| 74706  | Ruínas da Torre do Langalhão ou Torre da Murta                       | Arquitectura militar   | Torre      | Areias             | IIP  | 1943 | 39.746666° N 8.360677° O     |              |
| 340518 | Sítio arqueológico da Avecasta ou Gruta da Avecasta                  | Arqueologia            | Gruta      | Areias             | VC   | 2001 |                              |              |
| 73417  | Igreja Matriz do Beco ou Igreja Paroquial de Santo Aleixo            | Arquitectura religiosa | Igreja     | Beco               | IIP  | 1943 | 39.771101° N 8.297818° O     |              |
| 73795  | Igreja de Dornes                                                     | Arquitectura religiosa | Igreja     | Dornes             | IIP  | 1943 | 39.771303° N 8.269345° O     |              |
| 73796  | Torre de Dornes                                                      | Arquitectura civil     | Torre      | Dornes             | IIP  | 1943 | 39.771394° N 8.269275° O     | Mais imagens |
| 74613  | Capela de São Pedro de Castro                                        | Arquitectura religiosa | Capela     | Ferreira do Zêzere | IIP  | 1943 | 41.15166111° N 8.66866667° O |              |
| 73738  | Pelourinho de Pias                                                   | Arquitectura civil     | Pelourinho | Pias               | IIP  | 1933 | 39.71655° N 8.332043° O      |              |

 Legenda: PM - Património Mundial · MN - Monumento Nacional · IIP - Imóvel de Interesse Público · MIP - Monumento de Interesse Público · CIP - Conjunto de Interesse Público · SIP - Sítio de Interesse Público · IIM - Imóvel de Interesse Municipal · MIM - Monumento de Interesse Municipal · CIM - Conjunto de Interesse Municipal · SIM - Sítio de Interesse Municipal · VC - Em vias de classificação · SPL - Sem proteção legal

## Golegã
| ID    | Designações                                                     | Categoria              | Tipologia  | Freguesia | Grau | Ano  | Coordenadas              | Imagem       |
| ----- | --------------------------------------------------------------- | ---------------------- | ---------- | --------- | ---- | ---- | ------------------------ | ------------ |
| 74451 | Capela de São José (Golegã)                                     | Arquitectura religiosa | Capela     | Azinhaga  | IIP  | 1974 | 39.346406° N 8.52905° O  |              |
| 71206 | Igreja Matriz da Golegã ou Igreja de Nossa Senhora da Conceição | Arquitectura religiosa | Igreja     | Golegã    | MN   | 1910 | 39.401663° N 8.486621° O | Mais imagens |
| 74448 | Pelourinho da Golegã                                            | Arquitectura civil     | Pelourinho | Golegã    | IIP  | 1933 | 39.401529° N 8.486238° O |              |
| 74449 | Quinta da Cardiga                                               | Arquitectura civil     | Quinta     | Golegã    | IIP  | 1952 | 39.44496° N 8.450357° O  |              |
| 74450 | Casa-Museu Carlos Relvas ou Casa-Estúdio de Carlos Relvas       | Arquitectura civil     | Casa       | Golegã    | IIP  | 1996 | 39.402202° N 8.488562° O | Mais imagens |

 Legenda: PM - Património Mundial · MN - Monumento Nacional · IIP - Imóvel de Interesse Público · MIP - Monumento de Interesse Público · CIP - Conjunto de Interesse Público · SIP - Sítio de Interesse Público · IIM - Imóvel de Interesse Municipal · MIM - Monumento de Interesse Municipal · CIM - Conjunto de Interesse Municipal · SIM - Sítio de Interesse Municipal · VC - Em vias de classificação · SPL - Sem proteção legal

## Mação
| ID    | Designações                                                                 | Categoria              | Tipologia           | Freguesia | Grau | Ano  | Coordenadas                  | Imagem |
| ----- | --------------------------------------------------------------------------- | ---------------------- | ------------------- | --------- | ---- | ---- | ---------------------------- | ------ |
| 69771 | Castro de São Miguel de Amêndoa                                             | Arqueologia            | Povoado fortificado | Amêndoa   | MN   | 1950 | 39.66796846° N 8.06458012° O |        |
| 71087 | Torre da antiga igreja de Nossa Senhora da Conceição de Amêndoa             | Arquitectura religiosa | Torre               | Amêndoa   | IIM  | 1997 | 39.65743055° N 8.0643573° O  |        |
| 74517 | Ponte de Pedra da Ribeira de Isna                                           | Arquitectura civil     | Ponte               | Cardigos  | IIP  | 1990 | 39.7420783° N 8.04327491° O  |        |
| 72231 | Capela de Nossa Senhora da Visitação do Carvoeiro ou Igreja da Misericórdia | Arquitectura religiosa | Capela              | Carvoeiro | IIM  | 1996 |                              |        |
| 71526 | Ermida de Nossa Senhora do Pranto                                           | Arquitectura religiosa | Ermida              | Envendos  | IIM  | 1977 | 39.56722246° N 7.93876309° O |        |
| 73450 | Ponte da Ladeira dos Envendos, sobre a ribeira de Pracana                   | Arquitectura civil     | Ponte               | Envendos  | IIP  | 1970 | 39.62414732° N 7.85148746° O |        |
| 73223 | Igreja de Nossa Senhora da Conceição                                        | Arquitectura religiosa | Igreja              | Mação     | IIP  | 1978 | 39.55109102° N 7.99581691° O |        |
| 73509 | Pelourinho de Mação                                                         | Arquitectura civil     | Pelourinho          | Mação     | IIP  | 1933 | 39.55109373° N 7.99814381° O |        |
| 73510 | Castelo Velho ou Castelo Velho do Caratão                                   | Arqueologia            | Povoado fortificado | Mação     | IIP  | 1986 | 39.57680442° N 7.96096661° O |        |
| 73890 | Ermida de Santo António                                                     | Arquitectura religiosa | Ermida              | Mação     | IIP  | 1977 | 39.5538061° N 8.00744657° O  |        |
| 70904 | Anta da Casa dos Mouros ou Anta da Foz do Rio Frio ou Casa dos Mouros       | Arqueologia            | Anta                | Ortiga    | IIM  | 1977 | 39.47657354° N 8.06337034° O |        |
| 74080 | Estação arqueológica romana de Vale de Junco                                | Arqueologia            | Villa               | Ortiga    | IIP  | 1992 | 39.47817404° N 8.03431287° O |        |

 Legenda: PM - Património Mundial · MN - Monumento Nacional · IIP - Imóvel de Interesse Público · MIP - Monumento de Interesse Público · CIP - Conjunto de Interesse Público · SIP - Sítio de Interesse Público · IIM - Imóvel de Interesse Municipal · MIM - Monumento de Interesse Municipal · CIM - Conjunto de Interesse Municipal · SIM - Sítio de Interesse Municipal · VC - Em vias de classificação · SPL - Sem proteção legal

## Ourém
| ID       | Designações                                                     | Categoria              | Tipologia  | Freguesia                       | Grau | Ano  | Coordenadas                  | Imagem       |
| -------- | --------------------------------------------------------------- | ---------------------- | ---------- | ------------------------------- | ---- | ---- | ---------------------------- | ------------ |
| 74281    | Casas onde nasceram os videntes de Fátima                       | Arquitectura civil     | Casa       | Fátima                          | IIP  | 1961 | 39.61297774° N 8.66876771° O |              |
| 69874    | Castelo de Ourém ou Paço dos Condes de Ourém                    | Arquitectura militar   | Castelo    | Nossa Senhora das Misericórdias | MN   | 1910 | 39.640944° N 8.591628° O     | Mais imagens |
| 74242    | Antiga Vila de Ourém                                            | Arquitectura civil     | Vila       | Nossa Senhora das Misericórdias | IIP  | 1955 | 39.641972° N 8.592526° O     |              |
| 74243    | Pelourinho de Ourém                                             | Arquitectura civil     | Pelourinho | Nossa Senhora das Misericórdias | IIP  | 1933 | 39.642729° N 8.590894° O     |              |
| 74244    | Cripta e Túmulo do Marquês de Valença na Igreja Matriz de Ourém | Arquitectura religiosa | Túmulo     | Nossa Senhora das Misericórdias | IIP  | 1949 | 39.643496° N 8.591684° O     |              |
| 97017341 | Pousada Conde de Ourém                                          | Monumento              |            | Nossa Senhora das Misericórdias | n/c  |      | 39.642517° N 8.590983° O     |              |
| 72934    | Cabeço dos Valinhos                                             | Arquitectura religiosa | Capela     | Olival                          | IIP  | 1959 | 39.69447236° N 8.56447223° O |              |
| 73571    | Igreja do Olival ou Igreja de Nossa Senhora da Purificação      | Arquitectura religiosa | Igreja     | Olival                          | IIP  | 1987 | 39.71219° N 8.603856° O      |              |

 Legenda: PM - Património Mundial · MN - Monumento Nacional · IIP - Imóvel de Interesse Público · MIP - Monumento de Interesse Público · CIP - Conjunto de Interesse Público · SIP - Sítio de Interesse Público · IIM - Imóvel de Interesse Municipal · MIM - Monumento de Interesse Municipal · CIM - Conjunto de Interesse Municipal · SIM - Sítio de Interesse Municipal · VC - Em vias de classificação · SPL - Sem proteção legal

## Rio Maior
| ID    | Designações                                                                                   | Categoria              | Tipologia  | Freguesia   | Grau | Ano  | Coordenadas                  | Imagem       |
| ----- | --------------------------------------------------------------------------------------------- | ---------------------- | ---------- | ----------- | ---- | ---- | ---------------------------- | ------------ |
| 72743 | Igreja de Santa Maria Madalena ou Igreja Paroquial de Alcobertas, e megálito-capela adjacente | Arquitectura religiosa | Conjunto   | Alcobertas  | IIP  | 1957 | 39.41848° N 8.90364° O       |              |
| 73496 | Pelourinho de Azambujeira                                                                     | Arquitectura civil     | Pelourinho | Azambujeira | IIP  | 1933 | 39.267169° N 8.792708° O     | Mais imagens |
| 70288 | Gruta em Nossa Senhora da Luz                                                                 | Arqueologia            | Gruta      | Rio Maior   | MN   | 1934 | 39.34688231° N 8.98991337° O |              |
| 71895 | Villa romana de Rio Maior                                                                     | Arqueologia            | Villa      | Rio Maior   | VC   | 1996 |                              |              |
| 73581 | Salinas da Fonte da Bica                                                                      | Arqueologia            | Salina     | Rio Maior   | IIP  | 1997 | 39.36394° N 8.944066° O      | Mais imagens |

 Legenda: PM - Património Mundial · MN - Monumento Nacional · IIP - Imóvel de Interesse Público · MIP - Monumento de Interesse Público · CIP - Conjunto de Interesse Público · SIP - Sítio de Interesse Público · IIM - Imóvel de Interesse Municipal · MIM - Monumento de Interesse Municipal · CIM - Conjunto de Interesse Municipal · SIM - Sítio de Interesse Municipal · VC - Em vias de classificação · SPL - Sem proteção legal

## Salvaterra de Magos
| ID     | Designações                                          | Categoria              | Tipologia | Freguesia           | Grau | Ano  | Coordenadas              | Imagem |
| ------ | ---------------------------------------------------- | ---------------------- | --------- | ------------------- | ---- | ---- | ------------------------ | ------ |
| 342923 | Concheiros de Muge                                   | Arqueologia            | Concheiro | Muge                | IIP  |      |                          |        |
| 74283  | Capela do antigo Paço Real de Salvaterra de Magos    | Arquitectura religiosa | Capela    | Salvaterra de Magos | IIP  | 1953 | 39.02796° N 8.790963° O  |        |
| 74284  | Falcoaria do antigo Paço Real de Salvaterra de Magos | Arquitectura civil     | Paço      | Salvaterra de Magos | IIP  | 1953 | 39.027847° N 8.798497° O |        |

 Legenda: PM - Património Mundial · MN - Monumento Nacional · IIP - Imóvel de Interesse Público · MIP - Monumento de Interesse Público · CIP - Conjunto de Interesse Público · SIP - Sítio de Interesse Público · IIM - Imóvel de Interesse Municipal · MIM - Monumento de Interesse Municipal · CIM - Conjunto de Interesse Municipal · SIM - Sítio de Interesse Municipal · VC - Em vias de classificação · SPL - Sem proteção legal

## Santarém
| ID      | Designações | Categoria              | Tipologia          | Freguesia                         | Grau | Ano  | Coordenadas                  | Imagem       |
| ------- | --- | ---------------------- | ------------------ | --------------------------------- | ---- | ---- | ---------------------------- | ------------ |
| 70867   | Igreja de Nossa Senhora da Conceição ou Igreja Matriz das Abitureiras | Arquitectura religiosa | Igreja             | Abitureiras                       | VC   | 1997 |                              |              |
| 71108   | Pelourinho de Alcanede | Arquitectura civil     | Pelourinho         | Alcanede                          | MN   | 1910 | 39.415843° N 8.820798° O     |              |
| 73606   | Castelo de Alcanede (ruínas) | Arquitectura militar   | Castelo            | Alcanede                          | IIP  | 1943 | 39.417303° N 8.821424° O     | Mais imagens |
| 7457493 | Jazidas de Vale de Meios e Algar de Potes com pegadas de dinossáurios terópodes, em Vale de Meios e Algar dos Potes                                                                     | Arqueologia            | Jazida             | Alcanede                          | IIM  | 2003 | 39.41501434° N 8.82140354° O |              |
| 71792   | Igreja de Santa Marta de Alcanhões | Arquitectura religiosa | Igreja             | Alcanhões                         | IIP  | 1978 | 39.295851° N 8.658333° O     |              |
| 70494   | Igreja e ruínas do claustro do Convento de Santa Maria de Almoster | Arquitectura religiosa | Convento           | Almoster                          | MN   | 1920 | 39.24140971° N 8.79238803° O | Mais imagens |
| 7457454 | Igreja de Santa Maria no Casal da Charneca | Arquitectura religiosa | Igreja             | Almoster                          | IIM  | 2003 |                              |              |
| 69933   | Templo romano de Escálabis | Arqueologia            | Templo             | Marvila                           | MN   | 2002 | 39.23525456° N 8.6763361° O  |              |
| 70431   | Igreja de Santo Agostinho ou Igreja da Graça ou Igreja do Antigo Convento da Graça ou Igreja de Santa Maria da Graça, compreendendo os túmulos dos fundadores e de Pedro Álvares Cabral | Arquitectura religiosa | Igreja             | Marvila                           | MN   | 1910 | 39.23479535° N 8.68014302° O | Mais imagens |
| 70432   | Igreja de Santa Maria de Marvila ou Igreja de Nossa Senhora de Marvila | Arquitectura religiosa | Igreja             | Marvila                           | MN   | 1917 | 39.235223° N 8.681326° O     | Mais imagens |
| 70433   | Igreja de Santo Estêvão ou Igreja do Santíssimo Milagre | Arquitectura religiosa | Igreja             | Marvila                           | MN   | 1917 | 39.23346331° N 8.68183518° O | Mais imagens |
| 70434   | Igreja de São João de Alporão | Arquitectura religiosa | Igreja             | Marvila                           | MN   | 1910 | 39.23555324° N 8.67987095° O | Mais imagens |
| 70603   | Torre das Cabaças ou Torre do Relógio | Arquitectura militar   | Torre              | Marvila                           | MN   | 1928 | 41.42334722° N 8.67241667° O |              |
| 70662   | Igreja do Hospital ou Igreja de Jesus Cristo | Arquitectura religiosa | Igreja             | Marvila                           | MN   | 1923 | 39.23299885° N 8.68670745° O |              |
| 70663   | Fonte das Figueiras | Arquitectura civil     | Fonte              | Marvila                           | MN   | 1946 | 39.2378918° N 8.68248362° O  | Mais imagens |
| 70973   | Convento das Capuchas ou Convento do Recolhimento das Capuchas Terceiras | Arquitectura religiosa | Convento           | Marvila                           | IIM  | 1996 | 39.23249968° N 8.68180449° O |              |
| 71061   | Varanda quinhentista na Travessa dos Surradores, nº 26 | Arquitectura civil     | Varanda            | Marvila                           | IIM  | 1977 | 39.23668521° N 8.6824047° O  |              |
| 71255   | Teatro Rosa Damasceno | Arquitectura civil     | Teatro             | Marvila                           | IIP  | 2002 | 39.235875° N 8.6791° O       | Mais imagens |
| 71702   | Antigo Matadouro Municipal (Santarém) | Arquitectura civil     | Matadouro          | Marvila                           | IIM  | 2003 | 39.22951202° N 8.6869232° O  |              |
| 71703   | Edifício em Santarém - Antiga Agência do Banco de Portugal (Santarém) | Arquitectura civil     | Banco              | Marvila                           | IIM  | 1996 |                              |              |
| 72405   | Albergaria de São Martinho (ruínas) | Arquitectura civil     | Albergaria         | Marvila                           | IIP  | 1978 |                              |              |
| 72639   | Centro histórico de Santarém | Arquitectura civil     | Conjunto           | Marvila                           | VC   | 2001 |                              |              |
| 72656   | Muralhas de Santarém e Portas de Santarém (vestígios) | Arquitectura militar   | Muralha            | Marvila                           | IIP  | 1917 | 39.233303° N 8.675544° O     |              |
| 73103   | Igreja de São João Evangelista do Alfange | Arquitectura religiosa | Igreja             | Marvila                           | IIM  |      |                              |              |
| 73492   | Pelourinho de Santarém | Arquitectura civil     | Pelourinho         | Marvila                           | IIP  | 1933 | 39.235909° N 8.680313° O     |              |
| 73493   | Chafariz de Palhais | Arquitectura civil     | Chafariz           | Marvila                           | IIP  | 1978 | 39.23984° N 8.674469° O      |              |
| 74127   | Igreja de Santa Maria da Alcáçova | Arquitectura religiosa | Igreja             | Marvila                           | IIP  | 1984 | 39.234304° N 8.676231° O     |              |
| 70848   | Moinho manuelino da Ribeira de Pernes | Arquitectura civil     | Moinho             | Pernes                            | VC   | 1997 |                              |              |
| 5773982 | Igreja de Nossa Senhora da Purificação ou Igreja Matriz de Pernes | Arquitectura religiosa | Igreja             | Pernes                            | VC   | 2003 |                              |              |
| 5774035 | Igreja da Misericórdia de Pernes | Arquitectura religiosa | Igreja             | Pernes                            | MIP  | 2011 | 39.38323024° N 8.66514621° O |              |
| 72658   | Igreja de São Brás ou Igreja Matriz da Romeira | Arquitectura religiosa | Igreja             | Romeira                           | VC   | 2002 |                              |              |
| 69684   | Igreja de Santa Cruz ou Igreja de Santa Cruz da Ribeira | Arquitectura religiosa | Igreja             | Santa Iria da Ribeira de Santarém | IIP  | 1950 | 39.236981° N 8.67618° O      |              |
| 70823   | Núcleo Museológico dos Caminhos de Ferro de Santarém | Arquitectura civil     | Núcleo Museológico | Santa Iria da Ribeira de Santarém | MIP  | 2013 |                              |              |
| 70824   | Casa e capela da Quinta de Nossa Senhora da Saúde (Santarém) | Arquitectura civil     | Quinta             | Santa Iria da Ribeira de Santarém | IIP  |      | 39.256047° N 8.675969° O     |              |
| 71071   | Antigo Hospital de Santa Iria | Arquitectura civil     | Hospital           | Santa Iria da Ribeira de Santarém | IIM  | 1978 | 39.23615732° N 8.67396872° O |              |
| 72935   | Igreja de Santa Iria | Arquitectura religiosa | Igreja             | Santa Iria da Ribeira de Santarém | IIP  | 1978 | 39.236541° N 8.673837° O     | Mais imagens |
| 74795   | Ponte de Alcource | Arquitectura civil     | Ponte              | Santa Iria da Ribeira de Santarém | IIP  | 1977 | 39.239968° N 8.673829° O     |              |
| 71105   | Túmulo de Fernão Rodrigues Redondo e de Marinha Afonso na Capela de São Pedro anexa à Igreja de São Nicolau                                                                             | Não definida           | Túmulo             | São Nicolau                       | MN   | 1910 | 39.2349219° N 8.68386184° O  |              |
| 71106   | Túmulo de João Afonso | Arquitectura religiosa | Túmulo             | São Nicolau                       | MN   | 1910 | 39.2349219° N 8.68386184° O  |              |
| 71107   | Edifício e Igreja da Misericórdia | Arquitectura religiosa | Misericórdia       | São Nicolau                       | MN   | 1922 | 39.23490036° N 8.68270347° O | Mais imagens |
| 71502   | Oratório na fachada testeira da Igreja de São Nicolau | Arquitectura religiosa | Oratório           | São Nicolau                       | IIM  | 1978 | 39.2349219° N 8.68386184° O  |              |
| 73587   | Penitenciária Distrital de Santarém ou Presídio Militar de Santarém | Arquitectura civil     | Prisão             | São Nicolau                       | IIP  | 2002 | 39.236361° N 8.690316° O     |              |
| 75019   | Varanda renascença de uma casa na Rua de João Afonso | Arquitectura civil     | Varanda            | São Nicolau                       | IIP  | 1917 | 39.23430026° N 8.68389171° O |              |
| 69797   | Igreja e Claustro do extinto Convento de São Francisco | Arquitectura religiosa | Convento           | São Salvador                      | MN   | 1917 | 39.23928788° N 8.6843941° O  | Mais imagens |
| 69798   | Igreja do Seminário ou Igreja de Nossa Senhora da Conceição do Colégio dos Jesuítas | Arquitectura religiosa | Igreja             | São Salvador                      | MN   | 1917 | 39.23703° N 8.68569° O       |              |
| 69799   | Capela de Nossa Senhora do Monte ou Capela de Santa Maria do Monte | Arquitectura religiosa | Capela             | São Salvador                      | MN   | 1917 | 39.24261085° N 8.68643566° O |              |
| 69800   | Igreja de Santa Clara ou Igreja do Convento de Santa Clara | Arquitectura religiosa | Igreja             | São Salvador                      | MN   | 1917 | 39.23988479° N 8.68197797° O | Mais imagens |
| 71709   | Conjunto edificado do Solar dos Sousa Coutinhos - Palácio Landal | Arquitectura civil     | Palácio            | São Salvador                      | IIM  | 1980 |                              |              |
| 71710   | Mercado Municipal de Santarém | Arquitectura civil     | Mercado            | São Salvador                      | VC   | 1997 |                              |              |
| 73491   | Janela manuelina de uma Casa da Praça Sá da Bandeira | Arquitectura civil     | Janela             | São Salvador                      | IIP  | 1917 | 39.23706994° N 8.68485159° O |              |
| 74859   | Vestígios do Paço incorporados no edifício do Seminário | Arquitectura civil     | Paço               | São Salvador                      | IIP  | 1917 | 39.23639876° N 8.68393132° O |              |
| 74860   | Palácio de Eugénio Silva | Arquitectura civil     | Palácio            | São Salvador                      | IIP  | 1951 | 39.239062° N 8.686904° O     |              |
| 74861   | Igreja de Nossa Senhora da Piedade | Arquitectura religiosa | Igreja             | São Salvador                      | IIP  | 1934 | 39.237345° N 8.685055° O     | Mais imagens |
| 155848  | Café Central | Arquitectura civil     | Café               | São Salvador                      | VC   | 2001 |                              |              |
| 69673   | Estação arqueológica de Chões de Alpompé | Arqueologia            | Acampamento        | Vale de Figueira                  | IIP  | 1982 | 39.32767135° N 8.59885124° O |              |

 Legenda: PM - Património Mundial · MN - Monumento Nacional · IIP - Imóvel de Interesse Público · MIP - Monumento de Interesse Público · CIP - Conjunto de Interesse Público · SIP - Sítio de Interesse Público · IIM - Imóvel de Interesse Municipal · MIM - Monumento de Interesse Municipal · CIM - Conjunto de Interesse Municipal · SIM - Sítio de Interesse Municipal · VC - Em vias de classificação · SPL - Sem proteção legal

## Sardoal
| ID    | Designações                                                                              | Categoria              | Tipologia  | Freguesia | Grau | Ano  | Coordenadas                  | Imagem       |
| ----- | ---------------------------------------------------------------------------------------- | ---------------------- | ---------- | --------- | ---- | ---- | ---------------------------- | ------------ |
| 71538 | Edifício na Rua 5 de Outubro, nº19 a nº23 - Edifício pertencente ao Senhor Valentim      | Arquitectura civil     | Edifício   | Sardoal   | IIM  | 1996 | 39.53315142° N 8.16799843° O |              |
| 74374 | Capela de Nossa Senhora da Lapa, incluindo a lapa que lhe fica fronteira                 | Arquitectura religiosa | Capela     | Sardoal   | IIP  | 1996 | 39.53765975° N 8.11914522° O |              |
| 74822 | Igreja Matriz do Sardoal ou Igreja de São Tiago e de São Mateus                          | Arquitectura religiosa | Igreja     | Sardoal   | IIP  | 1970 | 39.533451° N 8.15996° O      |              |
| 74823 | Convento de Nossa Senhora da Caridade ou Igreja do Mosteiro de Nossa Senhora da Caridade | Arquitectura religiosa | Igreja     | Sardoal   | IIP  | 1970 | 39.539362° N 8.160583° O     |              |
| 74824 | Pelourinho do Sardoal                                                                    | Arquitectura civil     | Pelourinho | Sardoal   | IIP  | 1933 | 39.53454° N 8.16119° O       |              |
| 74825 | Casa Grande ou Casa dos Almeidas, edifício do séc. XVIII                                 | Arquitectura civil     | Casa       | Sardoal   | IIP  | 1974 | 39.53498° N 8.161414° O      |              |
| 74826 | Igreja da Santa Casa da Misericórdia do Sardoal                                          | Arquitectura religiosa | Igreja     | Sardoal   | IIP  | 1970 | 39.533014° N 8.16065° O      | Mais imagens |

 Legenda: PM - Património Mundial · MN - Monumento Nacional · IIP - Imóvel de Interesse Público · MIP - Monumento de Interesse Público · CIP - Conjunto de Interesse Público · SIP - Sítio de Interesse Público · IIM - Imóvel de Interesse Municipal · MIM - Monumento de Interesse Municipal · CIM - Conjunto de Interesse Municipal · SIM - Sítio de Interesse Municipal · VC - Em vias de classificação · SPL - Sem proteção legal

## Tomar
| ID     | Designações | Categoria              | Tipologia          | Freguesia               | Grau | Ano  | Coordenadas                  | Imagem       |
| ------ | --- | ---------------------- | ------------------ | ----------------------- | ---- | ---- | ---------------------------- | ------------ |
| 70856  | Sítio arqueológico do Cabeço da Pena (Cabeço da Pena) | Arqueologia            | Sítio arqueológico | Alviobeira              | VC   | 1993 |                              |              |
| 70985  | Quinta da Anunciada Velha | Arquitectura civil     | Quinta             | Madalena                | IIM  | 1993 | 41.02879444° N 8.57979444° O |              |
| 74612  | Pelourinho de Paialvo | Arquitectura civil     | Pelourinho         | Paialvo                 | IIP  | 1933 | 39.562968° N 8.467985° O     |              |
| 71949  | Gruta do Caldeirão | Arqueologia            | Gruta              | Pedreira                | VC   |      |                              |              |
| 74211  | Casa da Quinta da Granja | Arquitectura civil     | Casa               | Pedreira                | IIP  | 1996 | 39.628009° N 8.403835° O     |              |
| 70607  | Ruínas ditas de Nabância | Arqueologia            | Villa              | Santa Maria dos Olivais | MN   | 1910 | 39.5898677° N 8.39700611° O  |              |
| 70608  | Capela de São Lourenço e Padrão de D. João I - Monumentos comemorativos da passagem das tropas portuguesas para a Batalha de Aljubarrota                        | Arquitectura religiosa | Capela             | Santa Maria dos Olivais | MN   | 1921 | 39.592301° N 8.405616° O     |              |
| 70610  | Igreja de Santa Maria do Olival ou Igreja de Santa Maria dos Olivais                                                                                            | Arquitectura religiosa | Igreja             | Santa Maria dos Olivais | MN   | 1910 | 39.601494° N 8.407324° O     | Mais imagens |
| 71263  | Açude da Fábrica de Fiação de Tomar | Arquitectura civil     | Açude              | Santa Maria dos Olivais | IIP  | 1981 | 39.620129° N 8.406914° O     |              |
| 73221  | Fórum romano de Tomar | Arqueologia            | Fórum              | Santa Maria dos Olivais | IIP  | 1997 | 39.603195° N 8.408117° O     |              |
| 73222  | Capela de São Gregório | Arquitectura religiosa | Capela             | Santa Maria dos Olivais | IIP  | 1948 | 39.607052° N 8.415073° O     |              |
| 73505  | Convento de Santa Iria (parte) | Arquitectura religiosa | Convento           | Santa Maria dos Olivais | IIP  | 1946 | 41.02879444° N 8.57979444° O |              |
| 73506  | Arco das Freiras | Arquitectura civil     | Arco               | Santa Maria dos Olivais | IIP  | 1946 | 39.604334° N 8.41009° O      |              |
| 73507  | Corpo do edifício onde se encontra o Pego de Santa Iria | Arquitectura civil     | Edifício           | Santa Maria dos Olivais | IIP  | 1946 | 39.60423729° N 8.41075351° O |              |
| 73508  | Fonte de São Lourenço e terreiro anexo | Arquitectura civil     | Fonte              | Santa Maria dos Olivais | IIP  | 1959 | 39.59173° N 8.406127° O      |              |
| 342174 | Igreja de Santa Iria (portal e capela lateral) | Arquitectura religiosa | Capela             | Santa Maria dos Olivais | MN   | 1920 | 39.604283° N 8.410569° O     | Mais imagens |
| 70236  | Fachada quinhentista do prédio da Rua Direita da Várzea Pequena, esquina da Rua dos Oleiros                                                                     | Arquitectura civil     | Fachada            | São João Baptista       | MN   | 1924 | 39.604284° N 8.414954° O     |              |
| 70237  | Convento de Cristo ou Mosteiro de Cristo | Arquitectura religiosa | Mosteiro           | São João Baptista       | MN   | 1910 | 39.603636° N 8.419258° O     | Mais imagens |
| 70238  | Antiga Sinagoga de Tomar | Arquitectura religiosa | Sinagoga           | São João Baptista       | MN   | 1921 | 39.603258° N 8.41425° O      | Mais imagens |
| 70239  | Ermida de Nossa Senhora da Conceição | Arquitectura religiosa | Ermida             | São João Baptista       | MN   | 1910 | 39.605837° N 8.41684° O      | Mais imagens |
| 70240  | Igreja de São João Baptista ou Igreja Matriz de Tomar | Arquitectura religiosa | Igreja             | São João Baptista       | MN   | 1910 | 39.603682° N 8.414486° O     | Mais imagens |
| 70241  | Janela de Cunhal Quinhentista | Arquitectura civil     | Janela             | São João Baptista       | MN   | 1924 | 39.60163142° N 8.41567966° O |              |
| 70445  | Aqueduto do Convento de Cristo ou Aqueduto de Pegões | Arquitectura civil     | Aqueduto           | São João Baptista       | MN   | 1910 | 39.59583711° N 8.42415466° O | Mais imagens |
| 70473  | Castelo de Tomar | Arquitectura militar   | Castelo            | São João Baptista       | MN   | 1918 | 39.603495° N 8.41755° O      | Mais imagens |
| 70917  | Palácio de Alvaiázere | Arquitectura civil     | Palácio            | São João Baptista       | IIM  | 1982 | 39.60170109° N 8.4129555° O  |              |
| 70918  | Casa de Vieira Guimarães | Arquitectura civil     | Casa               | São João Baptista       | IIM  | 1982 | 39.60454933° N 8.41208211° O |              |
| 72739  | Trechos arquitectónicos que restam dos edifícios dos Estaus, incorporados nos prédios que fazem esquina da Rua Torres Pinheiro para a dos Arcos e a da Saboaria | Arquitectura civil     | Edifício           | São João Baptista       | IIP  | 1946 | 39.602313° N 8.412254° O     |              |
| 72740  | Igreja de São Francisco | Arquitectura religiosa | Igreja             | São João Baptista       | IIP  | 1959 | 39.599857° N 8.414361° O     | Mais imagens |
| 72741  | Cerca do Convento de Cristo ou Mata Nacional dos Sete Montes | Arquitectura civil     | Cerca              | São João Baptista       | IIP  | 1938 | 39.601758° N 8.421584° O     |              |
| 72742  | Edifício dos Paços do Concelho (Tomar) | Arquitectura civil     | Edifício           | São João Baptista       | IIP  | 1948 | 39.603508° N 8.415504° O     |              |
| 73601  | Edifício da Geradora incluindo máquinas e acessórios | Arquitectura civil     | Edifício           | São João Baptista       | IIP  | 1979 |                              |              |
| 73892  | Pelourinho de Tomar | Arquitectura civil     | Pelourinho         | São João Baptista       | IIP  | 1933 | 39.6059° N 8.415239° O       |              |
| 73893  | Padrão de D. Sebastião | Arquitectura civil     | Padrão             | São João Baptista       | IIP  | 1959 | 39.594514° N 8.40753° O      |              |

 Legenda: PM - Património Mundial · MN - Monumento Nacional · IIP - Imóvel de Interesse Público · MIP - Monumento de Interesse Público · CIP - Conjunto de Interesse Público · SIP - Sítio de Interesse Público · IIM - Imóvel de Interesse Municipal · MIM - Monumento de Interesse Municipal · CIM - Conjunto de Interesse Municipal · SIM - Sítio de Interesse Municipal · VC - Em vias de classificação · SPL - Sem proteção legal

## Torres Novas
| ID     | Designações | Categoria              | Tipologia | Freguesia   | Grau | Ano  | Coordenadas                  | Imagem       |
| ------ | --- | ---------------------- | --------- | ----------- | ---- | ---- | ---------------------------- | ------------ |
| 71550  | Casa onde nasceu o general Humberto Delgado ou Casa Memorial Humberto Delgado                                    | Arquitectura civil     | Casa      | Brogueira   | IIM  | 1996 | 39.42431826° N 8.55118402° O |              |
| 74282  | Grutas de Lapas (Almonda)                                                                                        | Arqueologia            | Gruta     | Lapas       | IIP  | 1943 | 39.495431° N 8.55280827° O   |              |
| 70998  | Casa do Mogo de Melo ou Casa do Mogo                                                                             | Arquitectura civil     | Casa      | Salvador    | IIM  | 1996 | 39.47952378° N 8.53532508° O |              |
| 71724  | Ermida de Nossa Senhora dos Prazeres ou Ermida de Nossa Senhora do Vale                                          | Arquitectura religiosa | Ermida    | Salvador    | IIP  | 2002 | 39.485148° N 8.535371° O     |              |
| 69757  | Vila Lusitano-Romana junto de Torres Novas (ruínas) - Villa Cardillio                                            | Arqueologia            | Villa     | Santa Maria | MN   | 1967 | 39.45286147° N 8.5280028° O  | Mais imagens |
| 70606  | Castelo de Torres Novas                                                                                          | Arquitectura militar   | Castelo   | Santa Maria | MN   | 1910 | 39.479911° N 8.540358° O     | Mais imagens |
| 74818  | Igreja da Misericórdia de Torres Novas                                                                           | Arquitectura religiosa | Igreja    | Santa Maria | IIP  | 1986 | 39.479246° N 8.540665° O     | Mais imagens |
| 342160 | Unidade de Turismo Casa dos Arrábidos (antigo Convento dos Frades Arrábidos, contíguo à Capela de Santo António) | Arquitectura religiosa | Convento  | Santa Maria | IIM  | 2002 | 39.47570709° N 8.53984719° O |              |
| 70854  | Igreja do Carmo                                                                                                  | Arquitectura religiosa | Igreja    | São Pedro   | VC   | 1993 |                              |              |
| 69725  | Gruta da Nascente do Almonda                                                                                     | Arqueologia            | Gruta     | Zibreira    | IIP  | 1993 | 39.50458789° N 8.6160778° O  |              |
| 73617  | Lapa da Bugalheira ou Lapa dos Coelhos no Lugar de Almonda                                                       | Arqueologia            | Necrópole | Zibreira    | IIP  | 1946 | 39.50242632° N 8.6160628° O  |              |

 Legenda: PM - Património Mundial · MN - Monumento Nacional · IIP - Imóvel de Interesse Público · MIP - Monumento de Interesse Público · CIP - Conjunto de Interesse Público · SIP - Sítio de Interesse Público · IIM - Imóvel de Interesse Municipal · MIM - Monumento de Interesse Municipal · CIM - Conjunto de Interesse Municipal · SIM - Sítio de Interesse Municipal · VC - Em vias de classificação · SPL - Sem proteção legal

## Vila Nova da Barquinha
| ID    | Designações | Categoria              | Tipologia | Freguesia         | Grau | Ano  | Coordenadas                  | Imagem       |
| ----- | --- | ---------------------- | --------- | ----------------- | ---- | ---- | ---------------------------- | ------------ |
| 71139 | Igreja da Atalaia, com pórtico renascença e um conjunto interno a que dão realce azulejos do princípio do séc. XVII | Arquitectura religiosa | Igreja    | Atalaia           | MN   | 1926 | 39.48264142° N 8.45082021° O | Mais imagens |
| 70469 | Castelo de Almourol                                                                                                 | Arquitectura militar   | Castelo   | Praia do Ribatejo | MN   | 1910 | 39.46173159° N 8.38292442° O | Mais imagens |
| 71880 | Igreja de Nossa Senhora da Conceição ou Igreja Matriz de Tancos                                                     | Arquitectura religiosa | Igreja    | Tancos            | IIP  | 1926 | 39.459788° N 8.399392° O     |              |
| 74299 | Igreja da Misericórdia de Tancos                                                                                    | Arquitectura religiosa | Igreja    | Tancos            | IIP  | 1986 | 39.458846° N 8.399538° O     | Mais imagens |

 Legenda: PM - Património Mundial · MN - Monumento Nacional · IIP - Imóvel de Interesse Público · MIP - Monumento de Interesse Público · CIP - Conjunto de Interesse Público · SIP - Sítio de Interesse Público · IIM - Imóvel de Interesse Municipal · MIM - Monumento de Interesse Municipal · CIM - Conjunto de Interesse Municipal · SIM - Sítio de Interesse Municipal · VC - Em vias de classificação · SPL - Sem proteção legal